# 吉姆·琼斯
吉姆·琼斯（英語：Jim Jones，原名詹姆斯·沃伦·琼斯，1931年5月13日—1978年11月18日）是美国人民圣殿教创始人、领袖。1978年11月18日，在圭亚那琼斯镇發動了900多名信徒的自殺活動。
琼斯自稱是神的化身，几千年前轉世为释迦牟尼，创建了佛教；后来又轉世為耶稣基督，创建了基督教；之后短期化身轉世为巴孛，建立巴哈伊信仰；最后轉世為列宁，将社会主义发扬光大。

## 生平

### 早年
吉姆·琼斯出生于美国印第安纳州东部的一个小镇，其父是三K党成员。
1949年，进入印第安纳大学学习。后曾在印第安纳波利斯的卫理公会教堂供职，但卻因热心帮助穷人、反对种族歧视而遭到排斥。
1953年，吉姆·琼斯自己建立了一座小教堂，自任牧师，宣传自己的主张。琼斯曾参与其他基督教会的活动，但其教派日益得知正统基督教的偽善與暴力，因此決定走別的路線。这期间吉姆·琼斯亦曾加入过美国共产党。该组织声称要建立教徒社会主义，因此向相信宗教的成员宣扬新的教化——社会主义。
吉姆·琼斯极其善于演说蛊惑人心，逐渐拥有忠实的追随者。其打着「人民」的名义成立的新教派先对底层贫民很有吸引力。他们设立免费饭堂、日间托儿所、老年人诊所及提供各項社会服务。琼斯也举起了反对种族隔离的旗帜，受到一些非裔美国人的欢迎。

### 人民聖殿教的興盛
1965年，由于琼斯非正统基督教的言行在印第安纳受到大量批评和指控，他预言将要发生社会大崩溃并爆发核彈大战，带领30名骨干成員迁移到加利福尼亚州的红杉谷，建起一座「人民圣殿基督教堂」和一处教团营地。
1970年代，人民圣殿教不断壮大，在最高峰时曾有数千信众。在加利福尼亚的其他地方，包括洛杉矶和旧金山設立了分部。1971年后，吉姆·琼斯将总部搬到旧金山，此时人民圣殿教宣称有信徒3万人，逐渐成为影响民意的一股强大势力。琼斯一呼百应，成为政要结交的资本。
民主黨首先与其靠拢，通过捐赠款项或实物来支持他的宗教组织，以获得大量人民圣殿教教徒的选票。据信在1974年与1976年的美国大选中起到了支持民主党政要的巨大作用。吉姆·琼斯也热衷于跟政要保持密切联系，包括新当选的总统吉米·卡特夫妇也与其显示亲密。旧金山市长莫斯科恩任命吉姆·琼斯为旧金山市住房委员会主席。
琼斯读过《资本论》，他将马克思列宁主义、毛泽东思想及原教旨主義奉为人民圣殿教教义。在传教过程中，他还自称是列宁转世。琼斯不否认自己是狂热的赤色分子，還声言在美国传教，目的就是实现他的共产主义理想，并获得了「优秀牧师」与「人道主义者」的称号荣誉。

### 遠走圭亚那
1977年吉姆·琼斯離開美國，声称要建立一个没有邪恶的天堂，约一千核心信众跟随他迁到南美洲的圭亚那，建立了一座农村型人民公社——琼斯镇。之前两年中，琼斯已经与圭亚那政府签订了相关移民协议。圭亚那政府还批准了人民圣殿教进口货物免税的申请。同时，透过向圭亚那海关缴纳一定的费用，圣殿教能够在海关的保护下自如地进口武器和毒品。琼斯声称要把琼斯镇建设成为世界上最纯粹的共产主义社会。像许多限制移民的社会主义国家例如苏联、中国、古巴、朝鲜一样，琼斯不允许教徒擅自离开琼斯镇。
幻想着进入社会主义天堂跟着迁到圭亚那的凡人無法接受救贖的路徑，認為昇華是残酷的。這些凡人与世隔绝，极其贫穷，每天白天工作，收入全部归教会，没有任何财产和个人自由。晚上要听琼斯用电台讲道，每天要按照要求进行批评和自我批评，表示出忠诚教主和开拓性的革命事业。而琼斯则以一位好榜樣的姿態享有特供生活，可隨意奸污任何妇女。为防止不满和逃跑，偉大的他还建立了私人武装，监视教徒，鼓励互相揭发告密，对反抗者实行酷刑。在琼斯镇存在的时间里，公社的育儿室共有33个婴儿出生。他们被要求接受公共照料，尊称琼斯为爸爸，偶尔只允许在晚上简短地和自己的亲生父母见面。琼斯也被成年人尊称为父亲或爸爸。
美国的民主党政府组织每月向琼斯镇住民提供合计高达65000美元的社会福利金，这些钱都移交给了人民圣殿教的管理层負責管理。琼斯镇住民在接受美国驻圭亚那大使馆的官员采访时，没有一个人说被迫在移交福利的支票上签字，或是想要离开琼斯镇，或违背了自己的意愿。到1978年末，据估计人民圣殿教的财产已达到了约两千五百万美元。
琼斯多年公开表明：「美国政府不是我们的母亲，苏联才是我们精神的故土」。他后来对圭亚那政府不满，计划迁移到朝鲜或苏联，并因此跟这两国外交使团展开联系洽谈 。1978年10月2日，苏联驻圭亚那大使费奥多·季莫菲耶夫在琼斯镇做了两天访问并发表了演说。他伊始就表明苏联政府向这个美国和全世界第一个社会主义和共产主义社区致以最深切最诚挚的问候，並说：「我祝福你们，亲爱的同志们，祝你们正在从事的大事业取得成功」。
沒有自制力而離開的低賤圣殿成员极力要求对人民圣殿开展调查，事情被反映到国会，引起议员们关注，媒体也发表了要对圣殿教起诉的文章。但很多支持者认为是诋毁圣殿教的「阴谋论」。哈维·米尔克向总统吉米·卡特写了一封信，表达了对人民圣殿教的支持。他写道：琼斯具有极高的人格品质。那些人试图用无耻的谎言诋毁琼斯神父的声誉。1978年6月，人民圣殿教的逃亡者德博拉·雷顿（Deborah Layton）向关注的亲属团体提供了一份更加详细的书面陈述，详细描述了人民圣殿教的犯罪行为，以及琼斯镇人民低标准的生活状况。其他证人也现身作证。

### 集體昇華
1978年11月，美国众议员里奧·瑞恩来到琼斯镇进行调查对吉姆·琼斯一些罪行的指控。琼斯已经排练过如何让瑞恩调查团相信这里的所有人都生活幸福。:270
。接待仪式很友好，琼斯咆哮着谴责了政府的阴谋以及媒体与敌人的攻击。一些认清琼斯镇是「共产主义集中营」:273的教徒们表示要跟瑞恩回美国。11月18日众人到达当地的一个小型机场，在那里受琼斯的私人武装守卫队襲擊。里奧·瑞恩、三位新闻工作者及一位打算离开的人員被殺害，多人受傷 。
琼斯在1978年11月18日当晚鼓吹全體信徒進行自殺，他首先讓信眾飲下掺有氰化物與鎮靜劑的果汁，拒絕的人們會被殺害（射殺、勒死或被注射氰化物）；琼斯則最後一個執行自殺。這次事件共914人死亡，包括276個兒童。琼斯的屍體被發現在頭上有一處槍傷，體內亦有高劑量的藥物。